# Loreena McKennitt
Lorena McKennitt(n. 17 februarie, 1957) este o muziciană si compozitoare născută în Morden, Manitoba, Canada. Inițial dorea să devină medic-veterinar dar pasiunea pentru muzică a îndreptat-o spre o asemenea carieră. În 1981 se mută în Stratford, Ontario, unde locuiește și în prezent. Începe să înregistreze propria muzică în 1985, creând Elemental.

## Discografie
- Elemental (Quinlan Road, 1986)
- To Drive The Cold Winter Away (Quinlan Road, 1987)
- Parallel Dreams (Quinlan Road, 1989)
- The Visit (Quinlan Road, 1991)
- The Mask And Mirror (Quinlan Road, 1994)
- A Winter Garden: Five Songs For The Season (Quinlan Road, 1995)
- The Book Of Secrets (Quinlan Road, 1997)
- Live In Paris And Toronto (Quinlan Road, 1999)
- An Ancient Muse (Quinlan Road, 2006)
- Nights From The Alhambra (live) (2007)